# Хан, Абдул Хасим
Абдул Хасим Хан (урду عبدالحسيم خان‎, англ. Abdul Haseem Khan, 15 июля 1987, Карачи, Пакистан) — пакистанский хоккеист (хоккей на траве), полевой игрок. Участник летних Олимпийских игр 2012 года, чемпион летних Азиатских игр 2010 года, серебряный призёр летних Азиатских игр 2014 года.

## Биография
Абдул Хасим Хан родился 15 июля 1987 года в пакистанском городе Карачи.
В 2011 году дебютировал в составе сборной Пакистана.
В 2012 году вошёл в состав сборной Пакистана по хоккею на траве на летних Олимпийских играх в Лондоне, занявшей 7-е место. Играл в поле, провёл 6 матчей, забил 3 мяча (два в ворота сборной ЮАР, один — Южной Корее).
В 2010 году завоевал золотую медаль хоккейного турнира летних Азиатских игр в Гуанчжоу, в 2014 году — серебро на летних Азиатских играх в Инчхоне.
В 2012 году стал бронзовым призёром Трофея чемпионов.
Капитан сборной Пакистана.